# Netta (Vorname)
Netta ist ein weiblicher Vorname. 

## Herkunft des Namens
Die Vornamen Netta und Nette sind Kurzformen von Namen, die auf „-nette“ enden.

## Verbreitung
Der Name ist in Deutschland sehr selten anzutreffen. Auch in der Schweiz tragen nur acht Personen diesen Namen (Stand 2023). Dahingegen wird der Name in den Niederlanden seit 1930 fast alljährlich vergeben, er ist aber nur mäßig beliebt. Netta wird ebenfalls in den nordischen Ländern Dänemark, Norwegen und Schweden bei der Namenswahl berücksichtigt, aber in einem geringen Umfang. In den USA wird der Name seit 1880 vergeben. Von 1930 bis 2023 wurde er etwa 630 Mal gewählt. Seine Vergabe ist auch in England, Schottland, Nordirland und Kanada nachgewiesen.

## Bekannte Namensträgerinnen
- Netta Barzilai (* 1993), israelische Sängerin
- Netta Eames (1852–1944), US-amerikanische Schriftstellerin
- Netta Garty (* 1980), israelische Schauspielerin
- Netta Muskett (1887–1963), britische Schriftstellerin
- Netta Syrett  (1865–1943), britische Schriftstellerin